# Igor (personnage)
Pour les articles homonymes, voir Igor.
 (août 2019).
Si vous disposez d'ouvrages ou d'articles de référence ou si vous connaissez des sites web de qualité traitant du thème abordé ici, merci de compléter l'article en donnant les références utiles à sa vérifiabilité et en les liant à la section « Notes et références ».

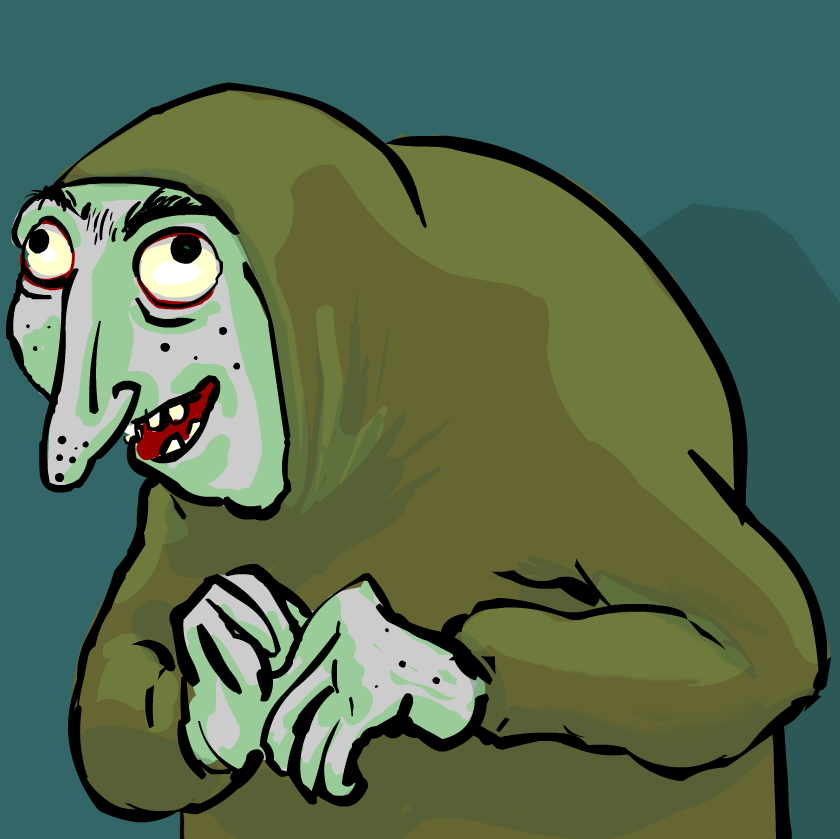
Représentation du stéréotype d'Igor, un serviteur bossu et intellectuellement diminué de savants fous, sorciers ou vampires.

Igor (ou parfois Ygor) est un sobriquet donné par convention à un personnage type (personnage de fiction) présent dans de nombreuses histoires d'épouvante, celui du serviteur bossu — ou du moins, difforme — d'un autre personnage, tel un savant fou, un sorcier, un vampire, etc.

## Origines
Dans le roman originel de Mary Shelley, Frankenstein ou le Prométhée moderne, Victor Frankenstein agit seul ; un personnage d'assistant est cependant créé dès 1823, dans la première adaptation théâtrale du roman, Presumption or the Fate of Frankenstein, où il porte déjà le nom de Fritz et sert de contrepoint comique. Le stéréotype de l'assistant difforme du savant fou apparait au cinéma dans le film Frankenstein (1931), dans lequel le docteur Frankenstein est aidé d'un serviteur bossu et légèrement demeuré. Le personnage, interprété par Dwight Frye, conserve le nom de Fritz.
Dans le film Masques de cire (1933), le personnage principal est un sculpteur appelé Ivan Igor qui se sert de cadavres humains pour réaliser ses statues.
Dans Le Fils de Frankenstein (1939), apparait un personnage nommé Ygor (et non Igor) interprété par Bela Lugosi. Le personnage n'est pas bossu, mais sou cou est déformé après qu'il a survécu à une pendaison. Sans être réellement l'assistant du docteur Frankenstein, il aide cependant ce dernier à réanimer le monstre pour accomplir sa vengeance contre ceux qui ont voulu l'exécuter. Avec le temps, ce personnage s'est confondu avec celui de Fritz dans le premier film.
L'attitude servile et arriérée d'Igor est surtout inspirée par Renfield, le serviteur de Dracula. Dans le film Dracula (où il est interprété, comme Fritz, par l'acteur Dwight Frye), il entonne la réplique « Oui, maître » qui restera comme la phrase fétiche du fidèle Igor. Dwight Frye a également joué Karl, l'homme de main dérangé du docteur Septimus Pretorius dans La Fiancée de Frankenstein (1935)
.
Alors que le Fritz originel n'avait pas de réels traits horrifiques autres que sa difformité, l'aspect typique d'Igor est celle d'un chauve glabre aux traits déformés, portant une capuche de toile. Cette imagerie a été particulièrement influencée par le film parodique Frankenstein Junior, où Marty Feldman a une telle apparence (aidé par ses yeux exorbités naturels).

## Description
Le fidèle Igor exécute les basses œuvres de son « maître », il personnifie sa part d'ombre, il est son âme damnée : Frankenstein est un visionnaire brillant, tandis qu'Ygor déterre les cadavres ; Frankenstein est un bourgeois jeune, beau et éloquent, tandis que son sous-fifre est un bossu à l'air pervers, intellectuellement diminué.

## Littérature
L'écrivain Terry Pratchett a repris le « concept » d'Igor pour le transformer en une famille entière de personnages de ses Annales du Disque-Monde, tous difformes et anatomiquement rapiécés (une référence à la créature de Frankenstein), et serviteurs professionnels, fondée principalement dans l'Uberwald (pays des vampires, loups-garous et autres savants fous).
Les Igor sont affublés d'un défaut d'élocution tout à fait optionnel. Ils ont des connaissances scientifiques poussées qu'ils mettent au service des savants fous, monstres, super-criminels et autres génies du mal, dont ils constituent les employés traditionnels. Tous les individus douteux veulent un Igor comme employé, pour des raisons de prestige, et ceux-ci sont déçus quand leur employeur ne respecte pas les traditions telle que le rire dément, les plans machiavéliques, et les expériences aux conséquences désastreuses (dont les Igor s'échappent avant la fin : eux ne sont pas fous).

## Bande dessinée
- Dans l'album Le Sortilège de Maltrochu des aventures de Johan et Pirlouit, l'alchimiste possédant le remède du sortilège a un serviteur du genre d'Igor.
- Dans l'album Les Maléfices de la Thaumaturge de la série Trolls de Troy, la thaumaturge a deux serviteurs jumeaux des noms d'Igor et Grichka qui présentent toutes les caractéristiques du fidèle Igor. C'est une parodie des frères jumeaux Igor et Grichka Bogdanoff.

## Cinéma
- Dans le film Frankenstein Junior (1974) apparait un personnage du type « Fidèle Igor », dont le nom se prononce « Aï-gor », joué par Marty Feldman.
- On trouve plusieurs références à Igor dans l'univers de Tim Burton : dans le film d'animation en volume L'Étrange Noël de monsieur Jack (1993), le savant fou s'appelle Finklestein et son assistant bossu Igor. Dans Frankenweenie (2012), un ami de Victor Frankenstein, d'ailleurs appelé « Edgar E. Gore », a une apparence proche du cliché d'Igor (disgracieux et bossu).
- Dans Brainscan (1994), Igor est le nom de l'assistant numérique du héros. Ce personnage, qui compose les numéros de téléphone ou affiche des images répond aux demandes par la phrase « Oui, maître ». Il est chauve, bossu, et a les yeux cernés de noir.
- Dans Van Helsing (2004), apparaissent plusieurs créatures classiques du cinéma d'épouvante, dont Igor.
- Dans Igor (2008), l'action se déroule dans un pays où les savants fous ont des bossus, des « Igor », comme esclaves. L'un de ces « Igor » est le héros du film.
- Dans Docteur Frankenstein (2015), une large place est faite au personnage d'Igor (interprété par Daniel Radcliffe) qui sert de fil conducteur à l'histoire. Le scénario s'intitulait d'ailleurs à l'origine Igor. Ce film raconte l'origine du personnage, un bossu qui travaillait dans un cirque avant d'entrer au service de Frankenstein. Ce dernier lui révèle qu'il n'est pas réellement bossu, soigne sa difformité et lui redonne figure humaine, avant d'en faire son assistant à part entière.

## Télévision
- Dans la série télévisée Flander's Company, un des personnages principaux, le savant fou Caleb, s'acquiert les services d'un assistant nommé Igor à partir de la saison 3. Cet Igor est une parodie des Igor de Pratchett, avec l'apparence difforme, zozotant et grognant.